# Annabelle Lanyon
Annabelle Lanyon (Londra, 4 ottobre 1960) è un'attrice inglese.

## Filmografia

### Cinema
- The Quatermass Conclusion (1979)
- The Story of Ruth (1981)
- Legend (1985)
- La casa al nº13 in Horror Street (1988)
- Shooting Jill (2008) - cortometraggio

### Televisione
- Scusami genio (Pardon My Genie) – serie TV, 1 episodio (1972)
- Sykes – serie TV, 1 episodio (1972)
- ITV Playhouse – serie TV, 1 episodio (1972)
- The Dick Emery Show – serie TV, 1 episodio (1973)
- The Little Match Girl, regia di Richard Bramall e Tom G. Robertson – film TV (1974)
- Anne of Avonlea – miniserie TV (1975)
- The Brothers – serie TV, 8 episodi (1974-1975)
- Clayhanger – serie TV, 4 episodi (1976)
- The Flockton Flyer – serie TV, 6 episodi (1977)
- Quatermass conclusion: la Terra esplode (Quatermass) – miniserie TV (1979)
- The Old Curiosity Shop – miniserie TV (1980)
- Gulliver in Lilliput – serie TV (1982)
- Nancy Astor – miniserie TV (1982)
- Nanny – serie TV, 3 episodi (1981-1982)
- Spooky – serie TV, 1 episodio (1983)
- Death of an Expert Witness – miniserie TV (1983)
- Metropolitan Police – serie TV, 1 episodio (1989)
- Ruth Rendell Mysteries – serie TV, 1 episodio (1992)
- Arrest & Trial – documentario TV (2000)
- BloodHounds, Inc – serie TV, (2000)